# Machairocentron lucumon
Machairocentron lucumon är en nattsländeart som beskrevs av Schmid 1982. Machairocentron lucumon ingår i släktet Machairocentron och familjen Xiphocentronidae. Inga underarter finns listade i Catalogue of Life.